# ファン・ビースブルック彗星
ファン・ビースブルック彗星（英語: 53P/Van Biesbroeck）は太陽系の周期彗星である。核の直径は6.66 km。
この彗星とネウイミン第3彗星は、1845年3月に分裂した親彗星の片割れである。
この彗星の木星との最小交差距離は0.0094 auとかなり近い。次回の近日点通過は2028年12月24日と予想されている。